# Liste des stations de radio au Burundi
Cet article présente la liste des radios au Burundi.
Les radios privées sont augmentés dès l'an 2005 avec le mandant de Pierre KURUNZIZA .

## Radios nationales

### Radios publiques
- La Radio-Télévision nationale du Burundi - abrégé en RTNB - est l'organisme public de radiodiffusion national du Burundi, elle diffuse en français, kirundi et kiswahili :
  - RTNB Radio 1
  - RTNB Radio 2
- Radio scolaire NDERAGAKURA

### Radios privées
- Bonesha FM
- CCIB FM
- Radio Publique Africaine
- Radio Umwizero
- Radio Isanganiro
- Renaissance FM
- Radio Buntu
- Radio Humuriza
- Radio Star FM
- Radio Buja FM
- Radio Ubuzima FM
- Radio Agakiza
- Radio Bena Rutana
- Radio Culture
- Radio Izere FM
- Radio Aigle sport.